# Raionul Moghilău, Vinnița (1923-2020)
Moghilău (în ucraineană Могилів-Подільський район, transliterat: Mohîliv-Podilskîi raion) este un raion în regiunea Vinnița, Ucraina. Reședința sa este orașul Moghilău.

## Demografie
Componența lingvistică a raionului Moghilău
     Ucraineană (98,19%)
     Rusă (1,55%)
     Alte limbi (0,2%)
Conform recensământului din 2001, majoritatea populației raionului Moghilău era vorbitoare de ucraineană (98,19%), existând în minoritate și vorbitori de rusă (1,55%).